# Porträtt av Père Tanguy
Porträtt av Père Tanguy (franska: Le père Tanguy) är en oljemålning av den nederländske konstnären Vincent van Gogh från 1887. Den finns i tre versioner, den första ägs av Ny Carlsberg Glyptotek i Köpenhamn, den andra ingår i den grekiske skeppsredaren Stavros Niarchos samling och den sista och mest kända versionen är utställd på Musée Rodin i Paris.
Julien François Tanguy (1825–1894) eller Père Tanguy (”pappa Tanguy”) hade en butik i Montmartre där han sålde konstmaterial och även ställde ut konst. Hans butik blev en samlingspunkt för de unga impressionisterna, särskilt populär för att han ofta accepterade deras konst som betalningsmedel. 
Van Gogh lämnade 1886 Nederländerna för att aldrig återvända. I nästan två år bodde han i Paris hos sin bror Theo van Gogh. Där kom han i kontakt med stadens konstnärskretsar och lärde känna Camille Pissarro, Henri de Toulouse-Lautrec, Émile Bernard och Paul Signac. I februari 1888 lämnade van Gogh Paris och flyttade till Arles där han en kort period var sammanboende med Paul Gauguin. 
Under tiden i Paris utvecklades van Goghs konst vilket också syns i hans tre porträtt av Père Tanguy. Den första är gjord med bruntonade jordfärger och visar influenser från klassiskt nederländskt måleri. Senare utvecklade han ett ljusare måleri med lätta, rörliga penseldrag. Hans penselskrift fick en aktiv roll i bilden; den flockades och nästan grep om formerna, eller delade upp dem i ett otal vitala parallellstreck med stark rörelseverkan; färgen blev nu uppdelad i klara mättade toner. Förutom impressionisterna influerades van Gogh av japanska färgträsnitt vilket tydligt framgår av hans andra och tredje version av Porträtt av Père Tanguy där bilder av berget Fuji och Kabuki-skådespelare syns i bakgrunden. Vid tiden frodades japonismen i Paris, van Gogh influerades av Ukiyo-eartister och kopierade även flera av Ando Hiroshiges målningar. 

## Relaterade målningar

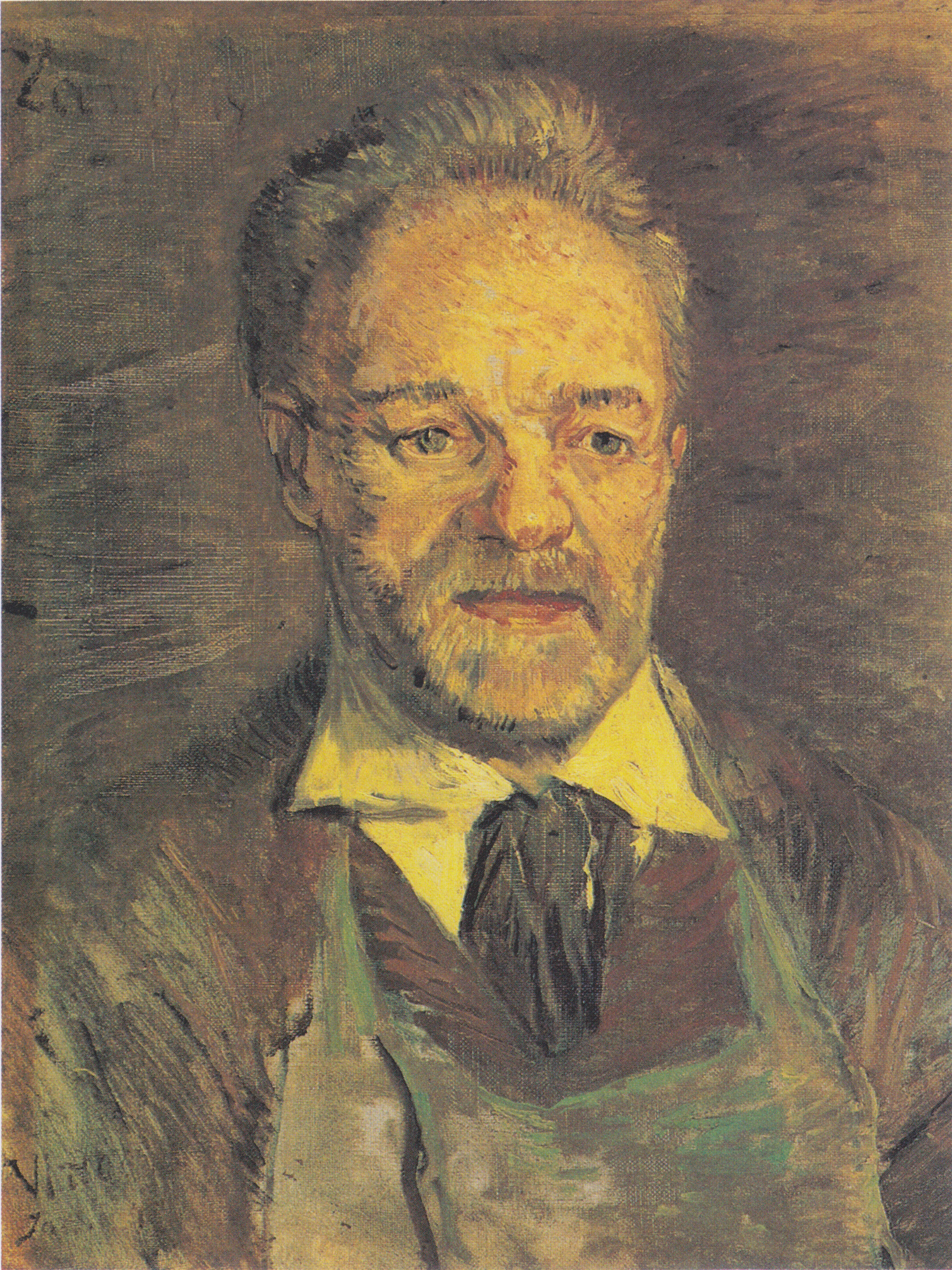
Första versionen tillhör Ny Carlsberg Glyptotek. Storlek är 45,5 x 34 cm.
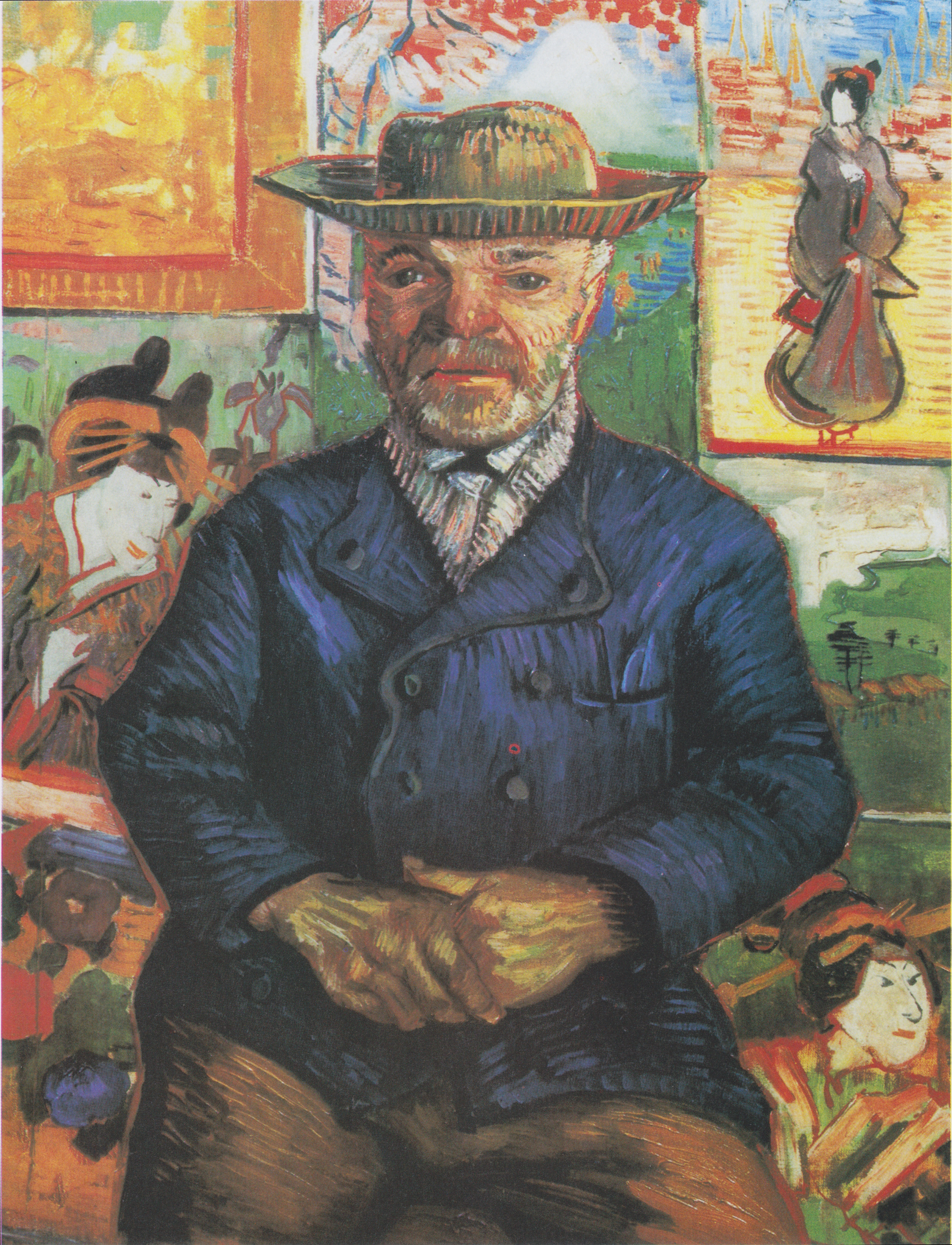
Andra versionen ingår i Stavros Niarchos samlingar (65 x 51 cm).
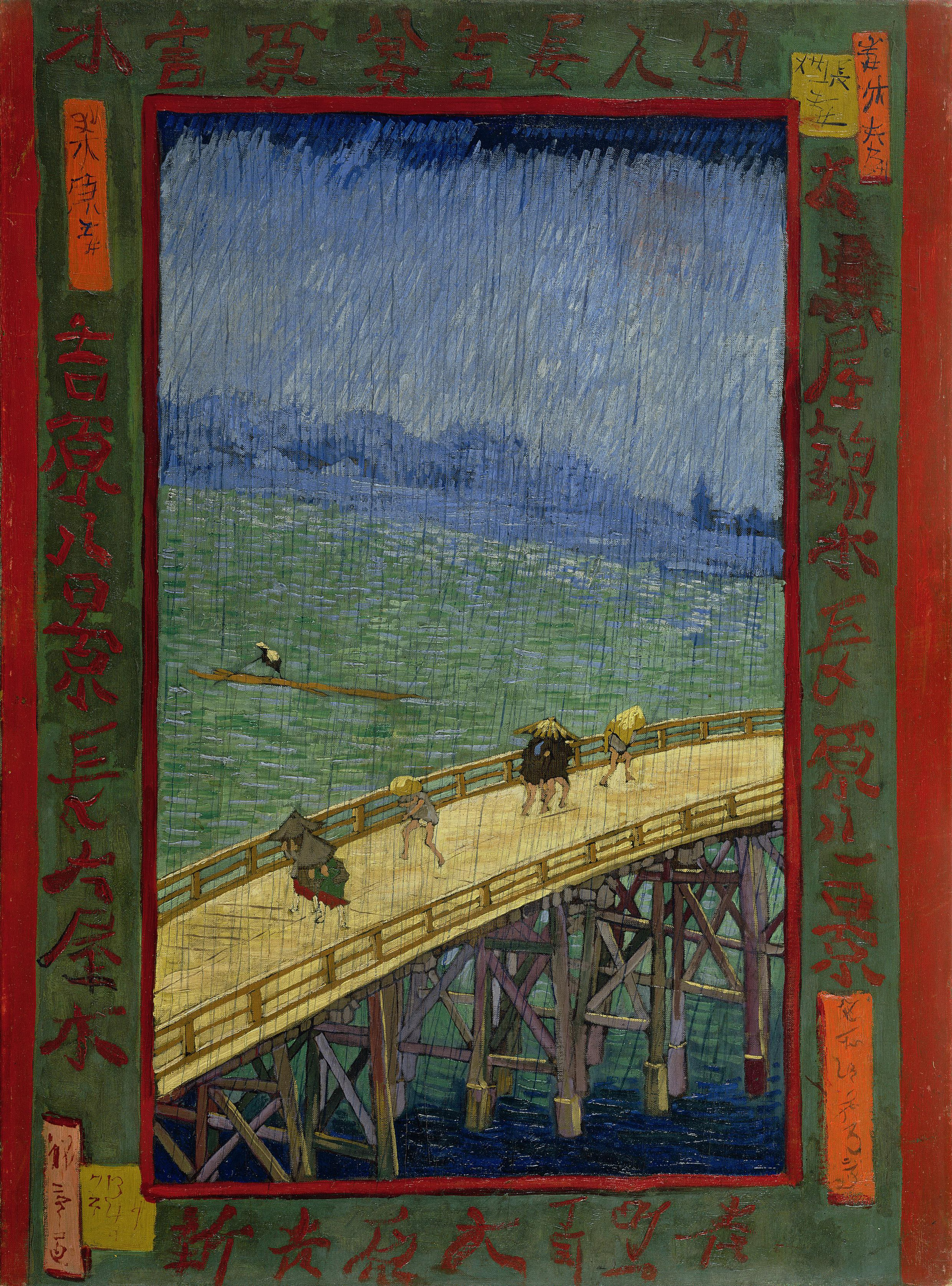
En bro i regn (1887) av van Gogh efter original av Ando Hiroshige.